# Distretto di Oued Rhiou
Il distretto di Oued Rhiou è un distretto della Provincia di Relizane, in Algeria.

## Comuni
Il distretto di Oued Rhiou comprende 4 comuni:
- Lahlef
- Merdja Sidi Abed
- Ouarizane
- Oued Rhiou